# Odeya Rush
Odeja Rušinek (hebrejsky אודיה רושינק‎; * 12. května 1997 Haifa, Izrael), profesně známá jako Odeya Rush (אודיה רש‎), je izraelská herečka a modelka. Je známá pro své hlavní role ve filmech Dárce (2014), Husí kůže (2015), Nová šance (2017), Já, knedlíček (2018) a Sněží, sněží... (2019).

## Mládí
Odeja Rušinek se narodila v Haifě do rodiny aškenázských Židů. Její otec Šlomo Rušinek se narodil v Izraeli a její matka se narodila v Ruské sovětské federativní socialistické republice a emigrovala do Izraele. Její křestní jméno znamená v hebrejštině „Díky Bohu“. Jako osmiletá v Haifě psala divadelní hry a hrála v divadelních hrách.
Když jí bylo devět let, její rodina se přestěhovala do USA do Alabamy, aby její otec mohl nastoupit do zaměstnání. Když do USA přijela, uměla mluvit pouze hebrejsky. Žila v Birminghamu v Alabamě, kde také navštěvovala N.E. Miles Jewish Day School. Později se přestěhovala do Midland Parku v New Jersey, kde navštěvovala státní školu.
Na začátku roku 2013 se s rodinou přestěhovala do Los Angeles. Má šest bratrů. Čtyři bratři jsou mladší – dva páry dvojčat, které žijí s rodiči v Los Angeles a dva starší bratři, kteří žijí v Izraeli.

## Kariéra

### Modeling
Než se stala herečkou, působila v období dětství a dospívání jako modelka v USA. Objevila se v reklamách módních značek, jako je Polo Ralph Lauren, Gap, Tommy Hilfiger Corporation a H&M.

### Herectví
První herecké role získala v roce 2010 v seriálu Zákon a pořádek: Útvar pro zvláštní oběti v epizodě „Branded“, v níž hrála postavu Hannah Milner; a v seriálu Larry, kroť se v epizodě „Mister Softee“, ve které ztvárnila postavu Emily.
Svou první filmovou roli získala v roce 2012, kdy hrála Joni Jerome, nejlepší kamarádku Timothyho, ve filmu Neobyčejný život Timothyho Greena od režiséra Petera Hedgese.
V roce 2013 byla jmenována časopisem The Midwest TV Guys jednou z 20 nejlepších hereček do 20 let v Hollywoodu.
Rush si zahrála jako Fiona ve sci-fi filmu Dárce (2014), natočeném podle stejnojmenného románu Lois Lowry z roku 1993, v režii Philipa Noyce. Ve filmu dále hráli Brenton Thwaites, Jeff Bridges, Meryl Streep, Katie Holmes, Alexander Skarsgård a Taylor Swift. V roce 2014 byla spolu s Gal Gadot jednou ze dvou izraelských hereček, které časopis InStyle označil za nejnovější přední dámy v Hollywoodu.
V roce 2015 si zahrála Ashley Burwood, neteř Johany Burwood (kterou hrála Sarah Hyland), v komediálním filmu See You in Valhalla. Další rolí byla hlavní ženská role ve filmu Husí kůže, natočeném podle populární knižní série R. L. Stinea. Rush hrála Hannah Fairchild, „dceru“ R. L. Stinea (v podání Jack Blacka), která se spojí se svým sousedem v boji proti příšerám.
V roce 2016 dokončila natáčení satirické komedie Vážený diktátore, v níž si zahrála s Michaelem Cainem a Katie Holmes. Byla také obsazena do role Elly Hatoo po boku Sama Worthingtona v akčním thrilleru Modlitba lovce od režiséra Jonathana Mostowa.
V roce 2017 hrála vedlejší roli ve filmu Lady Bird od Grety Gerwig; Rush byla spolu s ostatními herci nominována na řadu cen. Film získal pět nominací na Oscara, včetně té nejlepší za film.
V roce 2017 si zahrála spolu s J.K. Simmosonem ve filmu Nová šance.
V roce 2021 hrála v izraelském dramatickém seriálu Ba'alat ha-Chalomot hraném v hebrejštině.

## Filmografie
| Rok  | Název                                     | Role                | Poznámky                                 |
| ---- | ----------------------------------------- | ------------------- | ---------------------------------------- |
| 2010 | Zákon a pořádek: Útvar pro zvláštní oběti | Hannah Milner       | Epizoda „Branded“                        |
| 2011 | Larry, kroť se                            | Emily               | Epizoda „Mister Softee“                  |
| 2012 | Neobyčejný život Timothyho Greena         | Joni Jerome         | Film                                     |
| 2013 | Takoví jsme                               | Alyce Parker        | Film                                     |
| 2014 | Dárce                                     | Fiona               | Film                                     |
| 2015 | See You in Valhalla                       | Ashley Burwood      | Film                                     |
| 2015 | Husí kůže                                 | Hannah Fairchild    | Film                                     |
| 2016 | Skoro přátelé                             | Amber               | Film                                     |
| 2017 | Modlitba lovce                            | Ella Hatto          | Film                                     |
| 2017 | Nová šance                                | Lacy Westman        | Film                                     |
| 2017 | Lady Bird                                 | Jenna Walton        | Film                                     |
| 2017 | When the Devil Comes                      | Kyra                | Film                                     |
| 2017 | Thanks                                    | Maddy               | Krátký film                              |
| 2018 | Vážený diktátore                          | Tatiana Mills       | Film                                     |
| 2018 | Já, knedlíček                             | Ellen 'Elle' Dryver | Film                                     |
| 2018 | Podezřelý                                 | Joyce Bonner        | Film                                     |
| 2019 | Sněží, sněží...                           | Addie               | Film                                     |
| 2020 | Pink Skies Ahead                          | Stephanie           | Film                                     |
| 2021 | Ba'alat ha-Chalomot                       | Nur                 | Hlavní role; izraelský dramatický seriál |
| 2022 | Cha Cha Real Smooth                       | ?                   | postprodukce                             |
| 2022 | Umma                                      | ?                   | postprodukce                             |

## Ocenění
| Rok  | Práce                             | Ocenění / filmový festival                  | Výsledek  | Reference     |  |
| ---- | --------------------------------- | ------------------------------------------- | --------- | ------------- |  |
| 2012 | Neobyčejný život Timothyho Greena | The Chambie Awards                          | nominace  |               |  |
| 2013 | Neobyčejný život Timothyho Greena | Young Artist Awards                         | nominace  |               |  |
| 2013 | Takoví jsme                       | The Chambie Awards                          | nominace  |               |  |
| 2014 | Ona sama                          | Teen Choice Awards                          | nominace  |               |  |
| 2014 | Dárce                             | The Chambie Awards                          | nominace  |               |  |
| 2016 | Husí kůže                         | Young Artist Awards                         | vítězství |               |  |
| 2017 | Lady Bird                         | Detroit Film Critics Society                | nominace  | [ 16 ]        |  |
| 2017 | Lady Bird                         | San Diego Film Critics Society Awards       | nominace  | [ 17 ] [ 18 ] |  |
| 2017 | Lady Bird                         | Seattle Film Critics Society                | nominace  | [ 19 ]        |  |
| 2017 | Lady Bird                         | Online Film Critics Society Awards          | nominace  | [ 20 ] [ 21 ] |  |
| 2017 | Lady Bird                         | Florida Film Critics Circle Awards          | nominace  | [ 22 ] [ 23 ] |  |
| 2017 | Lady Bird                         | Awards Circuit Community Awards             | vítězství | [ 24 ]        |  |
| 2017 | Lady Bird                         | Online Film & Television Association Awards | 2. místo  | [ 25 ]        |  |
| 2018 | Lady Bird                         | Critics' Choice Awards                      | nominace  | [ 26 ]        |  |
| 2018 | Lady Bird                         | Georgia Film Critics Association Awards     | nominace  | [ 27 ]        |  |
| 2018 | Lady Bird                         | Screen Actors Guild Awards                  | nominace  | [ 28 ]        |  |
| 2018 | Lady Bird                         | Gold Derby Awards                           | nominace  | [ 29 ]        |  |